# 甘子河
甘子河也称哈登曲，位于中华人民共和国青海省海北藏族自治州海晏县西北部的一条河流，河名源自蒙古语“干吉格”，意为“马鞍梢绳”，因河流细长，形似马鞍梢绳而得名。发源于肯特达坂山支脉阿尼窝若，源头海拔4200米，自东北向西南，流经查那塘、雪柔沙丘和甘子河乡等地，分股散流进入距青海湖东北岸约5千米的沼泽地，汇入潟湖错达连。河长47.4千米，流域面积296平方千米，河道平均比降20.9‰，年均径流量0.19亿立方米。历史上甘子河曾与青海湖相通，现今河水汇入错达连后仍有部分水量以潜流的形式汇入青海湖。